# Базель — Мюлуз — Фрайбург
Ба́зель — Мюлу́з — Фра́йбург, также «Аэропорт Базеля — Мюлуза» или «Евроаэропорт» (фр. Aéroport international Basel-Mulhouse-Freiburg; нем. Flughafen Basel-Mülhausen), — французско-швейцарский аэропорт, расположенный на французской территории, около города Сен-Луи (фр. Saint-Louis), в южной части Эльзаса, недалеко от швейцарской границы. Единственный в мире аэропорт, управляемый совместно двумя странами.

## История
Первый аэропорт Базеля, предшественник сегодняшнего международного аэропорта, был открыт в 1920 году на участке «Штерненфельд» в Бирсфельдене. В связи с увеличением эксплуатационных требований это место постепенно стало непригодно, так как не могло быть расширено, и уже в 1930-х годов это привело к идее объединения с аэропортом в Абсхайме (Эльзас). Планировалось создать двухсторонний французско-швейцарский международный аэропорт на территории Франции.
Были начаты соответствующие переговоры, которые прервались с началом Второй мировой войны, но после её окончания вскоре возобновились. 8 мая 1946 года после двух месяцев строительства на территории эльзасского муниципалитета Блоцайм был открыт новый аэропорт Базель-Мюлуз. Соответствующий договор между Швейцарией и Францией был подписан 4 июля 1949 года. Он предусматривал, что земля будет находиться в распоряжении Франции и Швейцарии и что Франция предоставит территорию в совместное со Швейцарией распоряжение. Также совместно были построены взлётно-посадочные полосы и здания. Франция взяла на себя обязательства отвечать за контроль воздушных сообщений в соответствии с французским законодательством.
В последующие годы были проведены многочисленные усовершенствования инфраструктуры.

## Коды ИАТА и ИАКО
Евроаэропорт — эксплуатируются совместно Францией и Швейцарией. В связи с международным статусом аэропорт имеет три кода IATA:
- BSL (Базель) — швейцарский код;
- MLH (Мюлуз) — французский код;
- EAP (EuroAirport) — общий код, который включает оба аэропорта.

В авиабилете для этого аэропорта могут быть указаны разные коды.
Код ИКАО: LFSB, LSZM.

## Как добраться до аэропорта
Есть много способов, чтобы добраться до аэропорта Базель — Мюлуз — Фрайбург на транспорте.

### Автобус
- Со стороны Швейцарии курсирует автобус № 50 от железнодорожного вокзала Базель SBB (Базель SNCF) и до Евроаэропорта.
- С французской стороны, между аэропортом и железнодорожным вокзалом Сен-Луи также есть автобусный маршрут № 11[7].
- Со стороны Германии «Автобус аэропорта» соединяет Евроаэропорт с Центральной автобусной станцией во Фрайбурге. С июня 2016 года автобус компании Flixbus делает остановку в Евроаэропорту на маршруте Цюрих — Страсбург — Франкфурт-на-Майне.

### Трамвай
Предполагается, что одна или две линии базельского трамвая будут открыты из аэропорта до Базеля через Сен-Луи.

### Автотранспорт
Автострада А35, соединяющая Страсбург и Базель имеет выезд 36 с прямым доступом к аэропорту.
Отдельная дорога соединяет франко-швейцарскую границу в Базеле и швейцарские сектора аэропорта. С других направлений она недоступна и называется «Таможенный маршрут».
Планируется постройка дороги (или даже автомагистрали), чтобы связать немецкий федеральный автобан A5 с французской автострадой А35. В будущем, это транспортное соединение должно облегчить жизнь автомобилистам, напрямую связав аэропорт с немецкой автомагистралью A5/A98. Но Сен-Луи (город, где планируется эта транспортная развязка) добивается изменения проекта и его переноса немного дальше на север.

### Железная дорога
Железнодорожное сообщение планируется на протяжении многих десятилетий. С созданием «Eurodistrict trinational de Bâle» в 2007 году, проект может быть реализован. Проектируемый трек будет отклоняться в сторону аэропорта и железнодорожного вокзала и будет построен на базе терминала, под землей, между этими двумя секторами. В случае реализации этого проекта, возможно экспресс-маршрут «Рейн-Рона» будет отменён.